# Croton guaraniticus
Espèce
Croton guaraniticus est une espèce de plantes à fleurs du genre Croton et de la famille des Euphorbiaceae, présente au Paraguay.
Il a pour synonymes :
- Croton guaraniticus forma genuinus, Chodat & Hassl.
- Croton guaraniticus forma intermedius, Chodat & Hassl.
- Croton guaraniticus forma latifolius, Chodat & Hassl.
- Croton guaraniticus forma microphyllus, Chodat & Hassl.
- Croton guaraniticus var. virgatus, Chodat & Hassl.